# Seznam cerkva v Sloveniji (R)
|  | Seznam cerkva: A B C Č D E F G H I J K L M N O P R S Š T U V W Z Ž |

- Za Rešnje telo in kri glej Jezus Kristus
- Za Rožnovensko Mater Božjo glej Marija

## Radegunda
| Slika                     | Cerkev    | Naselje                  | Župnija                      | Škofija |
| ------------------------- | --------- | ------------------------ | ---------------------------- | ------- |
| Klikni za spremembo slike | Radegunda | Breg                     | Breznica                     | LJ      |
| Klikni za spremembo slike | Radegunda | Kapla                    | Sv. Jurij ob Taboru          | CE      |
| Klikni za spremembo slike | Radegunda | Kolovrat                 | Kolovrat                     | LJ      |
| Klikni za spremembo slike | Radegunda | Lovrenc na Pohorju       | Lovrenc na Pohorju           | MB      |
| Klikni za spremembo slike | Radegunda | Radegunda                | Šmihel nad Mozirjem          | CE      |
| Klikni za spremembo slike | Radegunda | Slovenj Gradec           | Stari trg pri Slovenj Gradcu | MB      |
| Klikni za spremembo slike | Radegunda | Srednja vas pri Šenčurju | Šenčur                       | LJ      |

## Rok
- Glej tudi: Fabijan, Boštjan in Rok

| Slika                     | Cerkev            | Naselje                      | Župnija                   | Škofija |
| ------------------------- | ----------------- | ---------------------------- | ------------------------- | ------- |
| Klikni za spremembo slike | Rok               | Boršt                        | Marezige                  | KP      |
| Klikni za spremembo slike | Rok               | Brežice                      | Brežice                   | CE      |
| Klikni za spremembo slike | Rok               | Cerknica                     | Cerknica                  | LJ      |
| Klikni za spremembo slike | Rok in Sebastijan | Cezanjevci                   | Cezanjevci                | MS      |
| Klikni za spremembo slike | Rok               | Dobovec pri Rogatcu          | Sv. Rok ob Sotli          | CE      |
| Klikni za spremembo slike | Rok               | Dolenja vas                  | Dolenja vas               | LJ      |
| Klikni za spremembo slike | Rok               | Drožanje                     | Sevnica                   | CE      |
| Klikni za spremembo slike | Rok               | Gorenje Sušice               | Toplice                   | NM      |
| Klikni za spremembo slike | Rok               | Hrast pri Vinici             | Vinica                    | NM      |
| Klikni za spremembo slike | Rok               | Hrastovica                   | Mokronog                  | NM      |
| Klikni za spremembo slike | Rok               | Izola                        | Izola                     | KP      |
| Klikni za spremembo slike | Rok               | Krn                          | Kobarid                   | KP      |
| Klikni za spremembo slike | Rok               | Ljubljana                    | Ljubljana - Dravlje       | LJ      |
| Klikni za spremembo slike | Rok               | Lož                          | Stari trg pri Ložu        | LJ      |
| Klikni za spremembo slike | Rok               | Mala Bukovica                | Ilirska Bistrica          | KP      |
| Klikni za spremembo slike | Rok               | Metlika                      | Metlika                   | NM      |
| Klikni za spremembo slike | Rok               | Starihov Vrh                 | Semič                     | NM      |
| Klikni za spremembo slike | Rok               | Piran                        | Piran                     | KP      |
| Klikni za spremembo slike | Rok               | Planina                      | Planina pri Rakeku        | KP      |
| Klikni za spremembo slike | Rok               | Predenca                     | Šmarje pri Jelšah         | CE      |
| Klikni za spremembo slike | Rok               | Ptuj                         | Ptuj - Sv. Peter in Pavel | MB      |
| Klikni za spremembo slike | Rok               | Račice                       | Podgrad                   | KP      |
| Klikni za spremembo slike | Rok               | Ravnik                       | Bloke                     | LJ      |
| Klikni za spremembo slike | Rok               | Sele                         | Sele                      | MB      |
| Klikni za spremembo slike | Rok               | Skadanščina                  | Hrpelje - Kozina          | KP      |
| Klikni za spremembo slike | Rok               | Srobotnik pri Velikih Laščah | Velike Lašče              | LJ      |
| Klikni za spremembo slike | Rok               | Šalka vas                    | Kočevje                   | NM      |
| Klikni za spremembo slike | Rok               | Šentvid pri Stični           | Šentvid pri Stični        | LJ      |
| Klikni za spremembo slike | Rok               | Tolsti Vrh                   | Šentjernej                | NM      |
| Klikni za spremembo slike | Rok               | Žužemberk                    | Žužemberk                 | NM      |

## Rozalija
| Slika                     | Cerkev   | Naselje               | Župnija           | Škofija |
| ------------------------- | -------- | --------------------- | ----------------- | ------- |
| Klikni za spremembo slike | Rozalija | Krško                 | Krško             | NM      |
| Klikni za spremembo slike | Rozalija | Petišovci             | Lendava           | MS      |
| Klikni za spremembo slike | Rozalija | Spodnji Gabernik      | Kostrivnica       | CE      |
| Klikni za spremembo slike | Rozalija | Zlateče pri Šentjurju | Šentjur pri Celju | CE      |

## Ruf iz Loparja
| Slika                     | Cerkev | Naselje | Župnija  | Škofija |
| ------------------------- | ------ | ------- | -------- | ------- |
| Klikni za spremembo slike | Ruf    | Lopar   | Marezige | KP      |

## Rupert Salzburški
| Slika                     | Cerkev | Naselje          | Župnija                         | Škofija |
| ------------------------- | ------ | ---------------- | ------------------------------- | ------- |
| Klikni za spremembo slike | Rupert | Krško            | Videm - Krško                   | CE      |
| Klikni za spremembo slike | Rupert | Sarsko           | Ig                              | LJ      |
| Klikni za spremembo slike | Rupert | Spodnja Voličina | Sv. Rupert v Slovenskih goricah | MB      |
| Klikni za spremembo slike | Rupert | Šentrupert       | Gomilsko                        | CE      |
| Klikni za spremembo slike | Rupert | Šentrupert       | Sv. Rupert nad Laškim           | CE      |
| Klikni za spremembo slike | Rupert | Šentrupert       | Šentrupert                      | NM      |
| Klikni za spremembo slike | Rupert | Završe           | Sv. Vid nad Valdekom            | MB      |